# 福井県立春江工業高等学校
福井県立春江工業高等学校（ふくいけんりつ はるえこうぎょうこうとうがっこう、英: Fukui Prefectural Harue Technical High School）は、かつて福井県坂井市春江町江留上緑にあった公立の工業高等学校。再編により福井県立坂井高等学校へ統合され、2016年（平成28年）3月末に閉校した。

## 概要
男女共学だが工業系の高等学校のため、女子生徒は毎年非常に少なかった。

## 設置学科
- 機械科
- 自動車科
- 電気科
- 情報システム科

## 沿革
- 1963年（昭和38年）1月 - 福井県立春江工業高等学校創立（機械科、電気科設置）。
- 1964年（昭和39年）
  - 3月 - 本館・北教棟・南教棟・機械科第一実習工場一部竣工。
  - 9月 - 校歌完成。
  - 12月 - 北教棟・南教棟第2期工事竣工。
- 1965年（昭和40年）2月 - 機械科第一実習工場竣工。
- 1966年（昭和41年）
  - 1月 - 機械科第二実習工場竣工。
  - 5月 - 体育館竣工
- 1967年（昭和42年）
  - 2月 - 武道場竣工。
  - 3月 - 校門竣工。
  - 6月 - 全館落成記念式典挙行。
- 1969年（昭和44年）7月 - プール竣工。
- 1970年（昭和45年）12月 - 自動車科設置。
- 1973年（昭和48年）2月 - 自動車実習工場竣工。
- 1974年（昭和49年）4月 - 自動車科実習工場（運輸省認証認定）。
- 1978年（昭和53年）12月 - 自動車科機械実習工場竣工。
- 1980年（昭和55年）4月 - 一括括募集開始。
- 1985年（昭和60年）4月 - 機械科・自動車科くくり募集開始。
- 1986年（昭和61年）10月 - 国旗掲揚塔完成。
- 1987年（昭和62年）
  - 5月 - 第2体育館竣工、防球ネット完成。
  - 6月 - クラブ室（10室）竣工。
- 1988年（昭和63年）4月 - グラウンド整備完了。
- 1989年（平成元年）9月 - 工業科実習棟竣工。
- 1990年（平成2年）4月 - 機械科・自動車科くくり募集解除。
- 1992年（平成4年）3月 -  武道場竣工。
- 1993年（平成5年）4月 - 情報システム科設置、テニスコート一面完成。
- 1994年（平成6年）4月 - リフレッシュ第1期（管理棟）工事完了、クラブ室（6室）竣工。
- 1995年（平成7年）3月 - リフレッシュ第2期（電気科実習棟）工事完了。
- 1997年（平成9年）
  - 2月 - 自動車科自動車整備士一種養成施設指定、第1体育館リフレッシュ工事完了。
  - 8月 - グラウンド整備完了。
- 1998年（平成10年）4月 - 北教棟耐震工事完了。
- 2006年（平成18年）7月 - 普通教室等冷房化整備工事竣工（県・PTA共同事業）。
- 2013年（平成25年）3月22日 - 1967年創部の野球部が春夏通じて初の甲子園出場（1回戦で常葉菊川に5-9で敗退）。応援団が「チームカラーのオレンジのウインドブレーカーを着た1600人による大声での応援が印象的だった」と評価され優秀応援団賞を受賞した[1]。
- 2014年（平成26年）- 福井県立坂井高等学校に統合。
- 2016年（平成28年）
  - 3月5日 - 最後の卒業式と閉校式を実施[2]。
  - 3月31日 - 閉校。

## 部活動
- 運動部 - 野球、バスケットボール、柔道、剣道、自転車競技、サッカー、バレーボール、バドミントン、テニス、卓球
- 文化部 - 美術、技術、自動車、電気チャレンジ、機械研究、放送、クッキング

## その他
- 2017年（平成29年）4月に閉校後の校地・校舎を再整備し、福井県自治研修所、福井県教育総合研究所として利用される。

## 校歌
作詞：福井県立春江工業高等学校校歌作成委員会、作曲：望月敬明

## アクセス
- JR北陸本線（現在のハピラインふくい線）春江駅 徒歩約10分

## 出身者
- 市田佳寿浩 - 競輪選手
- 加藤奈月（中退） - 競艇選手
- 野原哲也 - 競輪選手
- 高橋正純 - ラジオDJ、タレント
- 栗原陵矢 - プロ野球選手　1年時の春から正捕手、秋には4番打者になり、2年時には春の選抜高校野球に中心選手として出場。
- カズ - YouTuber
- 田村憲汰(ひなたぼっこ) - お笑い芸人(吉本興業)  閉校前の最後の生徒会長を務めた。野球部4番。

### 参照
1. ↑  センバツ、春江工業に優秀応援団賞　福井勢初、オレンジ一色の声援評価：福井新聞2013年4月3日
2. ↑  “福井県立春江工業高等学校の閉校式および卒業式について”.   福井県. 2016年3月6日閲覧。